# Samuel Hummel
Samuel Hummel (* 1995 in Chemnitz) ist ein deutscher Schauspieler.

## Leben
Samuel Hummel wirkte bereits als Jugendlicher in Theater- und Musicalproduktionen mit. Im Musical Falco meets Amadeus spielte er am Opernhaus Chemnitz und bei den Mannheimer Schlossfestspielen den jungen Falco. Außerdem trat er bei Musical-Galas im Wasserschloss Klaffenbach und in der Stadthalle Chemnitz auf. 
Während seiner Schulzeit, die er 2013 mit dem Abitur beendete, betrieb Hummel von 2008 bis 2012 verschiedene YouTube-Kanäle, wo er selbstständig Sketche und Kurzfilme produzierte.
Er nahm ab 2011 zunächst Sprach- und Gesangsunterricht in Chemnitz, besuchte dann Schauspielworkshops beim Coachingteam Frank Betzelt sowie bei Teresa Harder (Filmschauspiel für junge Talente) und erhielt von Juni 2014 bis Dezember 2015 privaten Schauspielunterricht bei Thordis König.
Hummel steht seither regelmäßig für Film- und Fernsehproduktionen vor der Kamera. Sein Kinodebüt hatte er in dem Kinder- und Jugendfilm Ricky – normal war gestern (2013) von Regisseur Kai S. Pieck.
Es folgten Episodenrollen u. a. in den Fernsehserien Die Spezialisten – Im Namen der Opfer (2017, als junger, 19-jähriger Ronny Schlöttke, an der Seite von Sarah Amanda Dulgeris und Matthias Komm), SOKO Leipzig (2017, als autistischer Azubi mit einem Doppelleben als Online-Pokerspieler) und Gute Zeiten, schlechte Zeiten (2018, als Polizeischüler Sebastian Böhm).
In der 15. Staffel der ZDF-Serie SOKO Wismar (2019) übernahm er, an der Seite von Sönke Möhring, Mathias Junge und Sidsel Hindhede eine der Episodenrollen als junger Wald- und Forstarbeiter mit Asperger-Syndrom. In der 9. Staffel der ARD-Familienserie Familie Dr. Kleist (2019) spielte er, mit Felix Jordan als Partner, einen jungen Mann, der illegale Autorennen fährt. Im Dezember 2019 war Hummel in der 20. Staffel der ZDF-Serie SOKO Leipzig erneut in einer Episodenrolle zu sehen, in der er Ludwig, den Kommilitonen und WG-Mitbewohner von Kommissar Tom Kowalskis Tochter Jackie (Sinje Irslinger), verkörperte. In der 9. Staffel der ZDF-Serie Letzte Spur Berlin (2020) hatte Hummel eine der Episodenhauptrollen als tatverdächtiger ausländerfeindlicher Bruder einer jungen Frau, die einen verschwundenen afghanischen Flüchtling heiraten will und einen rechtsradikalen Übergriff befürchtet.
Er wirkte außerdem in Musikvideos, Lehr- und Kurzfilmen mit. 
Hummel lebt in Berlin.

## Filmografie (Auswahl)
- 2013: Ricky – normal war gestern (Kinofilm)
- 2017: Der Wedding kommt: Taube Muschi (Webserie, eine Folge)
- 2017: Die Spezialisten – Im Namen der Opfer: Traumhafte Zeiten (Fernsehserie, eine Folge)
- 2017: Genius: Einstein: Chapter Seven (Fernsehserie, eine Folge)
- 2017: SOKO Leipzig: Full House (Fernsehserie, eine Folge)
- 2018: Gute Zeiten, schlechte Zeiten: Leon ist enttäuscht (Fernsehserie, eine Folge)
- 2019: SOKO Wismar: Schuldbekenntnis (Fernsehserie, eine Folge)
- 2019: Familie Dr. Kleist: Süße Geheimnisse (Fernsehserie, eine Folge)
- 2019: SOKO Leipzig: Der Rattenfänger (Fernsehserie, eine Folge)
- 2020: Letzte Spur Berlin: Nächstenliebe (Fernsehserie, eine Folge)
- 2020: Es ist zu deinem Besten (Kinofilm)
- 2021: Blutige Anfänger: Systemschwimmer (Fernsehserie, eine Folge)
- 2021: Familie Bundschuh – Woanders ist es auch nicht ruhiger (Fernsehreihe)
- 2023: WaPo Elbe: Gegen den Strom (Fernsehserie, eine Folge)
- 2025: Die Chefin: Das Leben danach (Fernsehserie, eine Folge)